# Ossazolidina
L'ossazolidina è un composto organico costituito da un anello eterociclico a cinque atomi, di cui un azoto in posizione 1 e un ossigeno in posizione 3. Nei derivati dell'ossazolidina tutti i carboni sono ridotti, diversamente dall'ossazolo e dalle ossazoline. Alcuni suoi derivati, gli ossazolidindioni, sono usati come antiepilettici.